# 任曼君
任曼君（1913年6月—1991年8月），又名培璟，又名植林，女，湖南湘阴人，中华人民共和国政治人物，曾任福建省妇女联合会主任，福建省人大常委会副主任，第三届全国人大代表。

## 家庭
第一任丈夫王明扬，第二任丈夫郑丹甫。堂兄任弼时。